# Фёдоровка (Каховский район)
Фёдоровка (укр. Федорівка) — посёлок в Зеленоподской сельской общине Каховского района Херсонской области Украины.
Население по переписи 2001 года составляло 886 человек. Почтовый индекс — 74850. Телефонный код — 5536. Код КОАТУУ — 6523584001.

## Местный совет
74850, Херсонская область, Каховский р-н, пос. Фёдоровка, ул. Ленина, 17